# William Erreyes
William Erreyes (13 de octubre de 1997, Guayaquil, Ecuador) es un futbolista ecuatoriano. Juega de mediocampista y es  actual jugador de Barcelona Sporting Club de la Serie A de Ecuador, para la temporada 2017 va a préstamo a Toreros Fútbol Club para jugar en la Segunda Categoría de Ecuador.

## Clubes
| Club                | País    | Año       |
| ------------------- | ------- | --------- |
| Barcelona           | Ecuador | 2015-2017 |
| Toreros Fútbol Club | Ecuador | 2017      |

### Participaciones internacionales
| Torneo                 | Club           | Resultado    |
| ---------------------- | -------------- | ------------ |
| Copa Libertadores 2015 | Barcelona S.C. | Segunda Fase |
| Copa Sudamericana 2016 | Barcelona S.C. | Primera Fase |
| Copa Libertadores 2017 | Barcelona S.C. | Semifinales  |

## Palmarés

### Campeonatos nacionales
| Título  | Club      | País    | Año  |
| ------- | --------- | ------- | ---- |
| Serie A | Barcelona | Ecuador | 2016 |

### Campeonatos nacionales amistosos
| Título                 | Club      | País    | Año  |
| ---------------------- | --------- | ------- | ---- |
| Trofeo Hincha Amarillo | Barcelona | Ecuador | 2015 |
| Copa Nelson Muñoz      | Barcelona | Ecuador | 2016 |